# Twentynine Palms Base (Kalifornija)
Twentynine Palms Base je naseljeno područje za statističke svrhe u američkoj saveznoj državi Kalifornija. Prema popisu stanovništva iz 2010. u njemu je živjelo. stanovnika.